# Sauvez Willy 2
Série Sauvez Willy
Sauvez Willy
(1993) Sauvez Willy 3
(1997)
Pour plus de détails, voir Fiche technique et Distribution.
Sauvez Willy 2 : La Nouvelle Aventure ou Mon ami Willy 2 : La Grande Aventure au Québec (Free Willy 2: The Adventure Home) est un film franco-américain réalisé par Dwight H. Little et sorti en 1995. Il est la suite de Sauvez Willy sorti en 1993 et est le deuxième volet de la saga du même nom.
Contrairement au premier film, il reçoit des critiques plutôt mitigées et ne performe pas au box-office. Il est malgré tout suivi par Sauvez Willy 3 : La Poursuite (1997). En 2010, une suite sans aucun lien avec les films précédents sort directement en DVD, Sauvez Willy 4 : Le Repaire des pirates.

## Synopsis
Deux ans après avoir sauvé l'orque Willy, Jesse est maintenant un jeune adolescent de 14 ans. Il vit toujours avec Annie et Glen Greenwood. Alors que le trio se prépare pour des vacances dans les îles San Juan, Dwight les informe que la mère biologique de Jessie est morte. L’adolescent apprend dans la foulée qu'il a un demi-frère nommé Elvis. Ce dernier va venir vivre quelque temps avec eux.
Les Greenwood partent en vacances avec le nouveau venu. Jesse se réjouit de retrouver Randolph et Willy mais ne s'entend pas du tout avec Elvis. Sur place, Jesse fait la connaissance de la belle Nadine, la filleule de Randolph. Il découvre aussi certains membres de la famille de Willy, notamment sa sœur Luna et le jeune Petit Iceberg. C'est alors que le pétrolier Dakar s'échoue et déverse plusieurs tonnes de pétrole dans la mer. Une gigantesque marée noire bloque Willy, Luna et Petit Iceberg dans la baie où se situe le camping où se sont installés les Greenwood. Un vent violent commence à pousser le pétrole dans la zone où sont bloqués les trois orques les menaçant dangereusement. Pour ne rien arranger, le propriétaire du pétrolier fait croire qu'il veut sauver la famille de Willy, mais au contraire il a l'intention de les vendre pour en tirer une grande somme et se refaire du naufrage du navire de sa compagnie.
Jesse, Elvis et Nadine vont alors devoir tout tenter pour faire sortir leurs amis de la baie pour qu'ils puissent regagner leur liberté. Mais une nouvelle fois, le danger les guette. Le pétrolier explose et la mer prend feu, mettant en péril les jeunes gens ainsi que Willy et sa famille. Vont-ils réussir à s'en sortir ?

## Fiche technique
Sauf indication contraire, les informations mentionnées dans cette section peuvent être confirmées par la base de données cinématographiques IMDb,  présente dans la section « Liens externes ».
- Titre original : Free Willy 2: The Adventure Home
- Titre français : Sauvez Willy 2 : La Nouvelle Aventure
- Titre québécois : Mon ami Willy 2 : La Grande Aventure
- Réalisation : Dwight H. Little
- Scénario : Corey Blechman, John Mattson et Karen Janszen, d'après les personnages créés par Keith A. Walker
- Musique : Basil Poledouris
- Directeur de la photographie : Laszlo Kovacs
- Production : Jennie Lew Tugend (de) et Lauren Shuler Donner

Producteurs délégués : Richard Donner, Arnon Milchan et Jim Van Wyck
- Sociétés de production : Warner Bros., Regency Enterprises, Alcor films et Studiocanal
- Société de distribution : Warner Bros.
- Langue originale : anglais
- Pays de production :  États-Unis,  France
- Genre : aventures
- Durée : 95 minutes
- Dates de sortie[1] : 
  - États-Unis : 19 juillet 1995
  - France : 18 octobre 1995

## Distribution
- Jason James Richter (VF : Matthieu Tribes ; VQ : Nicolas Pensa) : Jesse
- Francis Capra (VQ : Martin Pensa) : Elvis
- Mary Kate Schellhardt : Nadine
- August Schellenberg (VF : François Siener ; VQ : Hubert Fielden) : Randolph Johnson
- Michael Madsen (VF : Jean-Yves Chatelais ; VQ : Pierre Auger) : Glen Greenwood
- Jayne Atkinson (VF : Emmanuèle Bondeville ; VQ : Danièle Panneton) : Annie Greenwood
- Mykelti Williamson (VF : Thierry Desroses ; VQ : Éric Gaudry) : Dwight Mercer
- Elizabeth Peña : Kate Haley
- Jon Tenney (VQ : Daniel Picard) : John Milner
- Paul Tuerpe (VQ : Jacques Lavallée) : l'assistant de Milner
- M. Emmet Walsh (VQ : Yves Massicotte) : Bill Wilcox
- Steve Kahan : le capitaine Nilson
- Neal Matarazzo : Kelly, le barreur du Dakar
- Al Sapienza : un ingénieur du Dakar
- Marguerite Moreau : Julie
- Joan Lunden : elle-même
- Jeff Brooks : un manifestant
- Erin Chambers : une amie de Julie
- Keiko l'orque : Willy

## Production
Lori Petty décline la proposition de reprendre son rôle de Rae Lindley, trop occupée à tourner Tank Girl.
Le tournage a lieu d'avril à août 1994. Il se déroule dans l'État de Washington (îles San Juan notamment Lopez Island, Orcas et San Juan Island, Friday Harbor), dans l'Oregon (Astoria, comté de Clatsop), en Californie (Los Angeles, Escondido, Warner Bros. Studios).

## Bande originale
Bandes originales de Sauvez Willy
Sauvez Willy
(1993) Sauvez Willy 3
(1997)
La bande originale est sortie en 1995. Elle contient des compositions originales de Basil Poledouris (déjà présent sur le premier film), ainsi que des chansons de Rebbie Jackson, 3T, The Pretenders. Après Will You Be There pour Sauvez Willy, Michael Jackson enregistre Childhood pour cette suite. La chanson avait initialement été écrite pour Hook ou la revanche du Capitaine Crochet.
Liste des titres
1. Childhood - Michael Jackson - 4:27
2. Forever Young - Bob Dylan - 4:25
3. Sometimes Dancin’ - Spragga Benz & Brownstone -  5:10
4. What Will It Take 3T - 5:17
5. I'll Say Good-Bye for the Two of Us - Exposé - 4:35
6. Forever Young - The Pretenders - 5:00
7. Lou's Blues - Nathan Cavaleri - 3:17
8. Main Titles - Basil Poledouris - 3:28
9. Whale Swim - Basil Poledouris - 3:15
10. Reunion - Basil Poledouris - 3:38
11. Childhood (reprise) - Michael Jackson - 4:27

## Clin d’œil
Le demi-frère de Jesse se nomme Elvis. Elvis Presley a eu un frère mort-né nommé Jesse.